# Bavarier
Bavarierna (även bajuvarierna) var en av de germanska folkgrupperna som bildades efter den romerska freden på 100- och 200-talet e.Kr., till följd av att de mindre stammarna kommit i kontakt med varandra och insett att de inte kunde mäta sig med Romarriket själva. 
Bavarierna omtalas efter 200 e.Kr. som en folkstam i södra nuvarande Tyskland, det vill säga nuvarande Bayern. De utgjordes förmodligen av främst de folkstammar som bott eller flyttat till området efter de senaste krigen mot Romarriket och de påtvingade omförflyttningar som gjorts efter att romarna intagit det så kallade Decumatien i vinkeln mellan Rhen och Donau. Detta var främst den sydligare stam av sveberna, som bott där sedan länge, men även markomannerna och kvaderna som bott på ömse sidor av gränsen sedan Marbods germanunion upplösts.
Efter påtryckningarna från hunnerna, var bavarierna ett av de folk som trängde in i Gallien år 407 e.Kr. Efter Västromerska rikets fall grundade de ett rike som bestod till 536 e.Kr. när frankerna erövrade det. Detta bidrog förmodligen till att dessa tillsammans kunde slå tillbaka senare angrepp från andra germanska folk och slaver.